# معالجة المعلومات
معالجة المعلومات (بالإنجليزية: Information Processing) هو علم يهتم باعادة معالجة المعلومات بحيث يمكن إدخالها في شكل بيانات محوسبة في شكل خوارزميات ولغات البرمجة.